# И ци
И ци (лат. Yi qi) — вид тероподных динозавров из семейства скансориоптеригид (Scansoriopterygidae), единственный в роде Yi. Возраст ископаемых остатков — около 159 млн лет.
Название Yi qi считается самым коротким из наименований динозавров. Происходит от кит. трад. 翼, пиньинь yì — «крыло» и кит. трад. 奇, пиньинь qí — «странный».

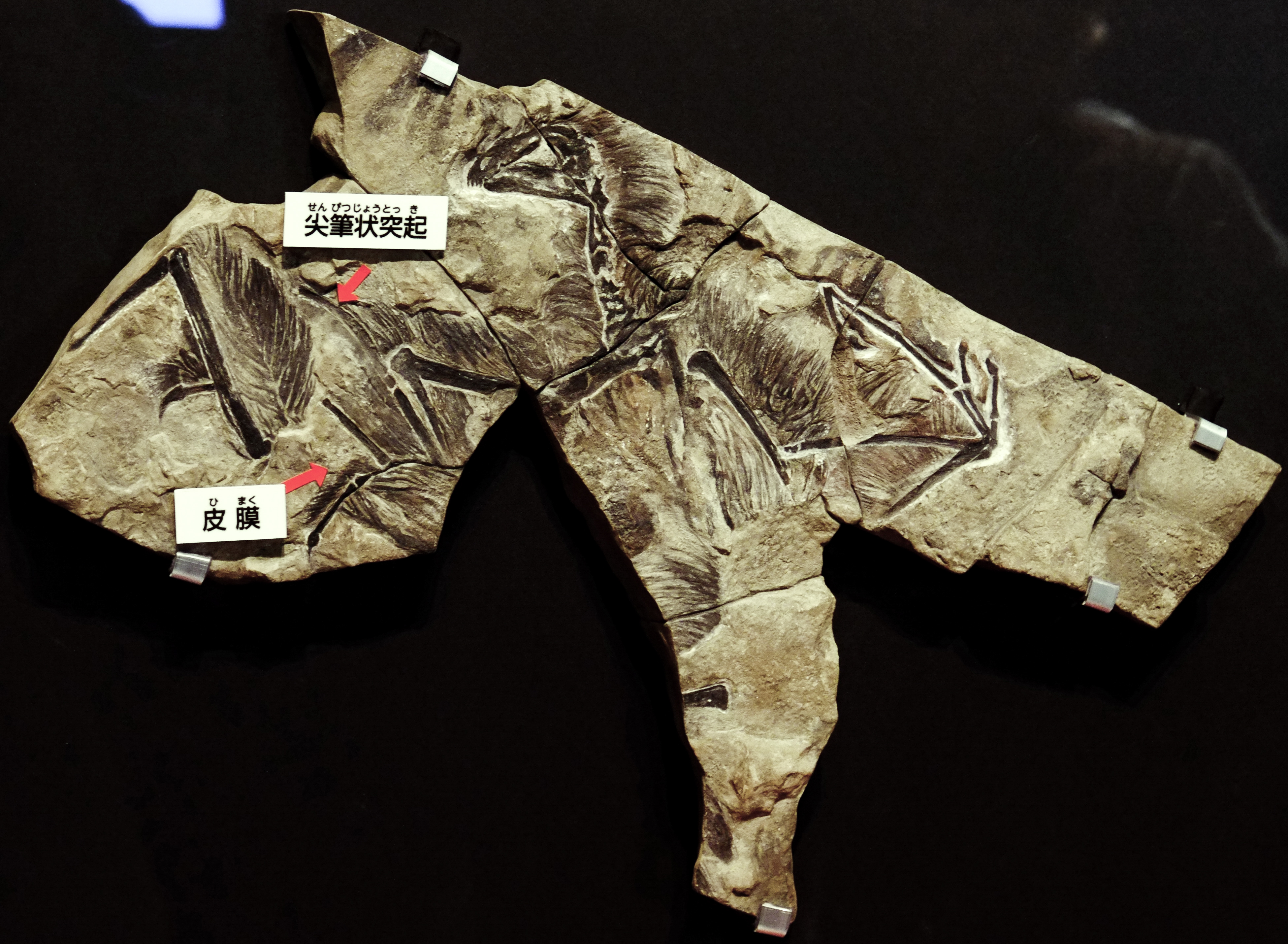
Реплика голотипа

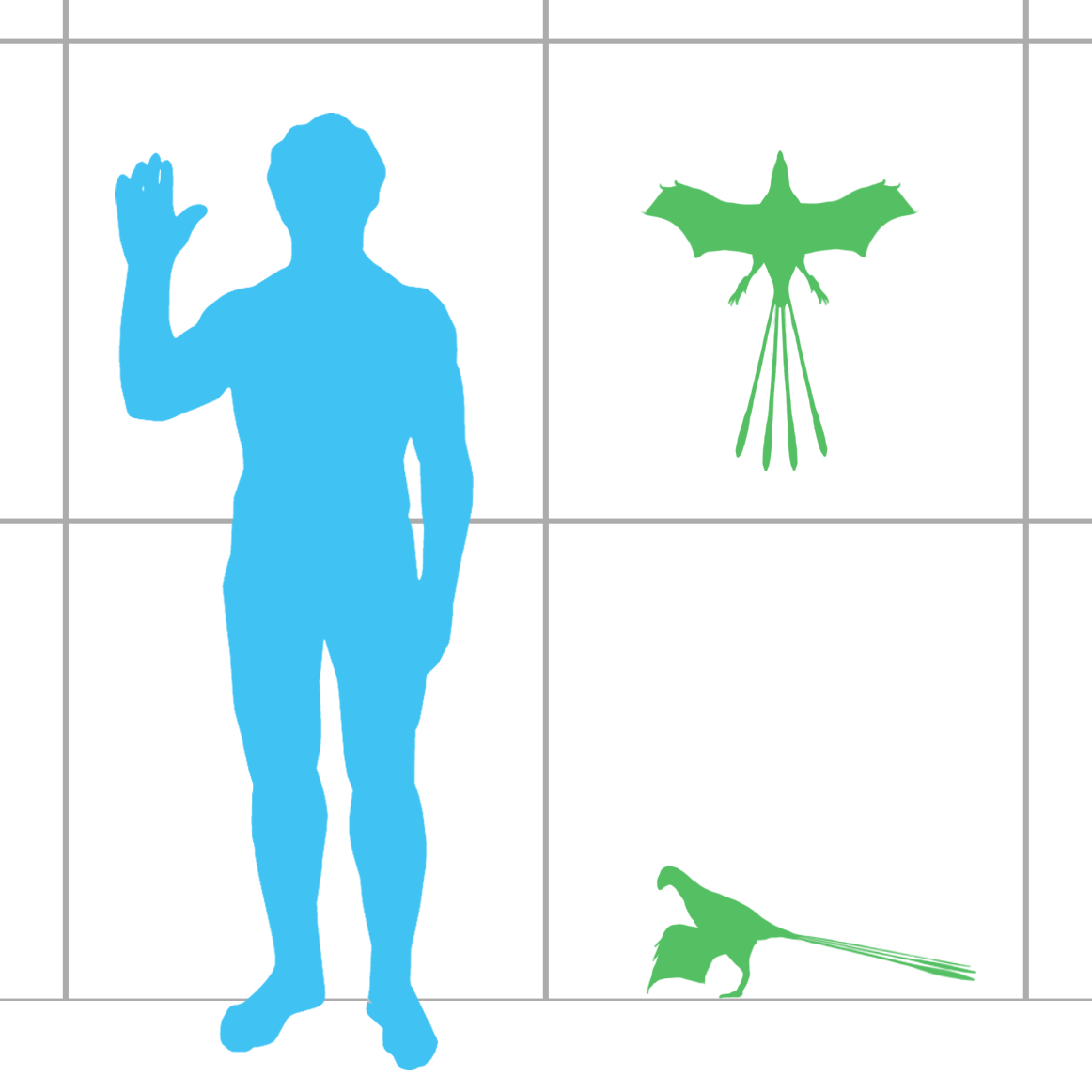
В сравнении с человеком

## Открытие и название
Остатки скелета были найдены на востоке Китая фермером, который в 2007 году продал их музею. В 2015 году на основе голотипа STM 31-2 были описаны новые вид и род. Группу учёных, которые занимались находкой, возглавлял известный китайский палеонтолог Сюй Син. В научном названии вида всего четыре буквы, что является наиболее лаконичным разрешённым вариантом и одним из самых лаконичных существующих вариантов наименования видов (есть ещё четырёхбуквенное название вида летучей мыши Ia io).

## Описание
По оценке Молины-Переса и Ларраменди 2016 года, и ци достигал 33 см в длину при высоте бёдер в 19 см и массе 520 г.
Примечательны перепончатыми крыльями по типу летучей мыши, с перепонками, которые, предположительно, крепились к костным выростам и позволяли животному планировать. Жили на деревьях. Как и амбоптериксы (Ambopteryx), и ци не были способны к активному полёту, но умели планировать между деревьями как белки-летяги.